# Холодний Яр (вірш)
«Холодний Яр» — вірш Тараса Шевченка 1845 року, періоду «трьох літ», у якому поет засуджує соціальну несправедливість, викриває фальсифікаторів національної історії і висловлює жаль з приводу того, що нащадки гайдамаків не піднімаються на боротьбу.

## Автографи, списки, датування
Зберігся чистовий автограф вірша у рукописній збірці «Три літа» та список вірша І. М. Лазаревського кінця 1850-х років з виправленнями Т. Шевченка. Автограф датовано: «Вьюнища, 17 декабря 1845». Вірш датується за автографом: 17 грудня 1845 року, місце написання — В'юнище.

## Написання і публікація
Первісний автограф не відомий. У квітні — червні 1846 року, перебуваючи в Києві, Шевченко переписав вірш з невідомого автографа до рукописної збірки «Три літа». У середині 1840-х років вірш починає нелегально поширюватися в списках, насамперед у середовищі кирило-мефодіївців та близьких до них осіб. Відомий список В. М. Білозерського походить від чистового автографа збірки «Три літа». Проти основного тексту він не має різночитань, тільки в рядку 83 переставлено слова: замість «І повіє огонь новий» — «І повіє новий огонь». Значніші відмінності зафіксовано в «Кобзарі з додатком споминок про Шевченка Костомарова і Микешина» (Прага, 1876 рік, стор. 61 — 63), у якому твір надруковано за списком невідомою рукою середини 1840-х років.
З невстановленого списку, як видно, дуже неякісного, наприкінці 1850-х років вірш переписав І. М. Лазаревський. Список І. М. Лазаревського не відбивав тексту, створеного поетом у рукописній збірці «Три літа». Рядки 12 — 13 вписано іншою рукою. Рядки 17 — 20 і 21 — 26 переставлено. Переглядаючи цей список після повернення із заслання, Шевченко зробив у ньому виправлення, усунув частину спотворень, почасти відновив варіанти збірки «Три літа», проте правку не доведено до кінця й облишено. Рядки 50 — 52 у списку І. М. Лазаревського передано двома рядками. Шевченко відновив, як і в збірці «Три літа», три рядки.
Список твору мав П. О. Куліш. Найімовірніше, за цим списком вірш вперше опубліковано в Лейпцигу 1859 року видавцем Гергардтом у збірнику «Новые стихотворения Пушкина и Шевченки» (стор. 14 — 17) в редагованій І. Головіним серії «Русская библиотека» (том 8). У першодруці, як і в списку В. М. Білозерського, переставлено слова в рядку 83, є відміни в рядках 2, 23, 80. Твір продовжували переписувати й після повернення Шевченка із заслання. У «Кобзарі» 1907 року В. М. Доманицький подав відміни проти автографа у списку М. О. Максимовича (стор. 132—133). Є відміни проти автографа і в списках у «Кобзарі» 1860 року з рукописними вставками, у рукописній збірці 1889 року, у рукописній збірці «Сочинения Т. Г. Шевченка» 1862 року, у рукописній збірці «Стихотворения Шевченка», у рукописному «Кобзарі» 1866 року. Багато різночитань містить список у рукописному «Кобзарі» Д. Демченка. Частина з них походить від неуважного прочитання джерела, з якого робився список. У рядку 48 замість «Що царики коять» — «Що царики кують»; у рядку 70 замість «Голодні ворони» — «Господні ворони».
Незначні відміни проти автографа у збірці «Три літа» є у списку, що належав М. О. Максимовичу, у списку О. М. Бодянського. У списку М. О. Максимовича є лише дві лексичні відміни в рядках 30, 37.
Список невідомою рукою 1864 року має помітку олівцем у дужках проти назви: «большими буквами», що свідчить про його підготовку до друку. Він міститься в рукописній збірці невідомою рукою під назвою «Пісні Тараса Шевченка. Чигирин. Року 1864. Друкарня Остапенка». Після десяти творів є помітка олівцем: «Доб. Сон, Кавказ, До земляків». А далі іншою рукою списки творів: «Сліпий» (від рядка «Оце і вся моя дума» — і далі), а також повністю записано вірш «Мій Боже милий, знову лихо…» — арк. 19. Список Т. Грушкевича збігається в основному з першодруком.
Вперше вірш введено до збірки творів у виданні: «Поезія Тараса Шевченка» 1867 року.

## Ідейно-тематичний зміст
«Холодний Яр» — політичний вірш, основною формою образотворення якого є ліричний монолог, сповнений обурення й сарказму. Головним «героєм» тут стає власне думка-переживання поета, а на перший план виступають безпосереднє викриття й картання суспільного зла, сатиричні оцінки й характеристики, цим самим твір перегукується з написаним трьома днями раніше посланням «І мертвим, і живим…». Шевченко викриває соціальне гноблення «сердешного люду» панами-кріпосниками («По якому правдивому, // Святому закону // І землею, всім даною, // І сердешним людом // Торгуєте?»), звинувачує ідеологічних фальсифікаторів національної історії від псевдонаукових звинувачень: «Брешеш, людоморе! // За святую правду-волю // Розбойник не стане, // Не розкує закований // У ваші кайдани // Народ темний…». З сатиричною темою викриття українського панства органічно поєднується елегійна тема, пов'язана з гіркими роздумами поета про пасивність сучасників, що забули шлях до Холодого Яру, де «колись гайдамаки // Табором стояли», а тепер «І стежки малої // Не осталось», щоб «Одностайне стати // На ворога лукавого». Гостра інвектива: «Ви — розбойники неситі…» змінюється застереженням кріпосникам: «Бо в день радості над вами // Розпадеться кара, // І повіє вогонь новий // З Холодного Яру».